# 黄疸
黃疸（英語：jaundice，icterus）又作黃膽，是指因為體內胆红素過高，而導致皮膚、巩膜及黏膜發黃或發綠的症狀，一般會伴隨瘙痒、糞便蒼白及尿液顏色偏深的情形。新生兒黃疸是出生後三天內出現的黃疸，大部份會自然痊癒，不會造成問題。不過若新生兒的胆红素非常高或黃疸持續時間太長，可能會出現稱為核黄疸（kernicterus）的腦部損傷，即胆红素脑病（bilirubin encephalopathy）。
黃疸的成因眾多，有些不嚴重，有些則可能致命。正常人體血液中的胆红素濃度上限为 1.0  mg/dL（17.1 µmol/L），胆红素浓度在17.1-34.2μmol/L时，临床上不易察觉，称为隐性黄疸，超过34.2μmol/L（2.0mg/dL）时即出现黄疸。一般黃疸患者的胆红素濃度則超過2–3 mg/dL（34-51 µmol/L）。高胆红素可分為兩種：非結合胆红素過高及結合胆红素過高，若是。結合胆红素過高，會在尿液中檢驗出胆红素。
雖然有一些黃疸以外的原因會造成皮膚發黃，包括食用大量含胡蘿蔔素的食物而造成的胡蘿蔔素沉著，或是使用像利福平之類的藥物，但不會造成血中胆红素過高。
非結合性胆红素過高可能是因為溶血性貧血、血腫、像吉爾波特症候群之類的基因問題、長時間沒有進食、新生兒黃疸或是甲狀腺疾病。結合性胆红素過高可能是因為肝硬化或是肝炎、感染、藥物或是膽管堵塞。在已開發國家，黃疸的主要原因是因為藥物或是膽管堵塞，而在開發中國家較常見的原因是因為病毒性肝炎、鉤端螺旋體病、血吸虫病或是疟疾等傳染病，膽管堵塞也可能是因為膽石症、癌症及胰腺炎。進行像超聲波之類的醫學影像檢查可以檢查是否有膽管堵塞的情形。

## 膽紅素的代謝
當血液中的紅血球死亡，紅血球中血紅蛋白的血紅素會於肝臟的庫佛氏細胞（Kupffer cells）及脾臟被轉化為膽紅素。膽紅素經肝臟處理後，隨膽汁分泌至十二指腸，最後透過消化系統，與糞便一同排出體外。

## 病因
黃疸症可根據上述的血紅素代謝過程分為三類：
- 肝前性黃疸/溶血性黃疸：當大量紅血球被分解時出現的黃疸病症。
- 肝源性黃疸/肝細胞性黃疸：當肝臟無法正常處理膽紅素時出現的黃疸病症。
- 肝後性黃疸/阻塞性黃疸：當肝臟無法正常排除膽紅素時出現的黃疸病症。
  - 肝內阻塞
  - 肝外阻塞

## 診斷
1. 尿液檢驗會發現直接型膽紅素呈陽性
2. 抽血：GOT、GPT升高，總膽紅素超過3 mg/dl，鹼性磷酸酶（ALP）明顯上升
3. 腹部超音波、電腦斷層、核磁共振
4. 逆行性膽胰攝影術（ERCP）
5. 經皮穿肝膽胰攝影術（PTC）

## 治疗
黃疸的治療與病因有關。若是有膽管堵塞，一般需進行手術，否則會進行藥物治療。藥物治療包括治療造成黃疸的傳染病，也可能會停用造成黃疸的藥物。對於新生兒則視年齡及早產程度的不同而定，若胆红素濃度超過4–21 mg/dL（68-360 µmol/L），會進行光照治療或是換血。發癢的症狀可以透過胆囊引流或用熊去氧胆酸來改善。黃疸的英文jaundice源自法文jaunisse，意思是「黃病」。

## 新生嬰孩的黃疸症
可能原因：
- 新生兒溶血症
- 弓形蟲
- 梅毒
- 膽總管阻塞
- 新生兒生理性黃疸